# بیا قانونی‌اش کنیم
بیا قانونی‌اش کنیم (انگلیسی: Let's Make It Legal) فیلمی در ژانر کمدی رمانتیک است که در سال ۱۹۵۱ منتشر شد.

## بازیگران
- کلودت کولبرت
- مکدونالد کری
- زکری اسکات
- باربارا بیتس
- مریلین مونرو
- رابرت واگنر
- فرانک کدی
- کاتلین فریمن